# Het wonder van Frieswijck
Het wonder van Frieswijck is een jeugdboek van Thea Beckman dat zij in 1990 schreef. Het is in 1991 uitgegeven door de Stichting Collectieve Propaganda van het Nederlandse Boek ter gelegenheid van de Kinderboekenweek. Met 256.000 exemplaren had het op dat moment een recordoplage voor een kinderboekenweekgeschenk. In 2004 is het boek opnieuw uitgegeven. Het audioboek, wat in 2009 uitkwam, werd door Erik van Muiswinkel ingesproken.

## Verhaal
Het is 1470 en in de havenstad Kampen woont de 12-jarige Alijt, de dochter van een van de stads schepenen Hendrik Kuintretorf en haar hond Tieske. Bij een wandeling langs de Vloeddijk valt deze de zoon van een andere schepen aan als hij haar pest met haar rode haren en beschuldigt van hekserij. Daarbij wordt de jongen in de arm gebeten. Het dier wordt daarom voor de rechter ter verantwoording geroepen. Tieske dreigt te worden afgemaakt, maar wordt hier voor behoed omdat het te begrijpen is dat hij iemand aanviel die zich zo vijandig gedroeg. Om de hond te leren dat een Kampense burger niet een vijand is wordt hij veroordeeld tot het maken van een bedevaart.
Twee dagen hierna wordt Kampen getroffen door een heftige storm. Terwijl de burgers de schade hiervan nog aan het herstellen zijn komt er een gehavend schip dat de Portugese vlag voert de haven binnen varen, een zeldzame verschijning. Meer nog dan door de exotisch geklede koopman, Joao Carvalho, wordt de bevolking opgeschrikt door de eveneens wonderlijk geklede zwarte verschijning achter hem: de tot slaaf gemaakte Danga die aan een leren riem wordt meegevoerd. Ook Alijt vindt hem een griezel wiens hagelwitte tanden haar de rillingen over de rug doen lopen. Omstanders noemen hem een duivel. Haar vader verzekert Alijt echter dat dit niet waar is.
Met het oog op een mogelijke zakenrelatie biedt Hendrik aan de Portugese koopman in huis te nemen zolang zijn schip in reparatie is. Alleen Mette, de moeder van Alijt, reageert met de haar zo typerende kalmte op de aanwezigheid van Danga. Alijts 16-jarige zus Agnes en de dienstmeid Aagje schikken er enorm van. Carvalho legt uit dat Danga heel gehoorzaam is, maar aan een riem wordt meegevoerd omdat soms mensen bang zijn vanwege zijn uiterlijk, en dat hem dit vaak goed uitkomt voor het afschrikken van rovers. Alijt snapt dat dit handig is, maar begint toch wel medelijden te voelen en beseft dat het nog maar een kind is.
De koopman doet navraag naar een mooi bedevaartsoord, zodat hij zijn dank kan betuigen voor het overleven van een storm. Dit had hij in zijn gebeden tijdens de storm beloofd. Hendrik raadt hem aan de tweedaagse reis naar de Heilige Boom van Frieswijck af te leggen en vraagt hem daarbij Tieske mee te nemen. Omdat Carvalho zich al beschermd voelt door de aanwezigheid van Danga en een afkeer heeft van honden, gaan ook Alijt en Agnes mee zodat zij deze dan aan de lijn kunnen houden. Aagje gaat mee zodat zij op de beide dochters kan letten. Danga gaat mee zodat hij Carvalho kan dienen. Carvalho verzekert zijn medereizigers dat dit goed is, aangezien hij ervoor gezorgd heeft dat Danga is gedoopt.
Met een binnenvaartschip over de IJssel eerst naar Deventer varen is de veiligste route. Terwijl Agnes en de meiden een hut delen en Carvalho in het vooronder slaapt moet Danga op het dek in een hoop touw een plekje vinden. Als Alijt hem 's ochtends hier ontdekt heeft ze zo'n medelijden met hem dat ze hem haar mantel leent om zich te kunnen warmen. Ze is vol verbazing als hij haar probeert te bedanken met het kleine beetje Hollands dat hij spreekt. Ook verbaast ze zich over Danga's voortdurende opgewektheid, ondanks de slechte manier waarop hij behandeld wordt. Carvalho denkt dat de mantel gestolen is. Hoewel Alijt probeert uit te leggen dat zij haar mantel aan Danga heeft geleend, hoort ze kort daarop zijn gejammer, vermoedelijk omdat hij geslagen wordt.
Op het moment dat Carvalho in gesprek is met de schipper, laat Alijt de riem van Danga in het water vallen. Hier heeft ze al snel spijt van als het er enkel toe leidt dat Danga geslagen wordt en de koopman ter vervanging een ijzeren ketting met slot koopt wanneer ze in Deventer aankomen. Vanwege het gure weer willen ze eigenlijk eerst overnachten, maar de herbergier wil geen zwarte duivel toelaten in zijn logement. Daarom neemt Agnes het initiatief naar de weg te vragen en concludeert ze dat ze beter hun weg kunnen vervolgen om zo in Schalkhaar een onderkomen te kunnen vinden. Carvalho gaat hier in mee, al verbaast hij zich sterk over de assertiviteit van de vrouwen in de Nederlanden.
De herberg van Schalkhaar heeft geen logement, maar nadat Agnes de waard ervan heeft verzekerd dat Danga alleen aan de ketting ligt om bijgelovigen gerust te stellen, kunnen ze een plekje op de hooizolder krijgen. Diep in de nacht vat Alijt het idee op de Heilige Maagd te gaan assisteren in een wonderlijke bevrijding van Danga. Het lukt haar de sleutel van de ketting uit de buidel van Carvalho te ontfutselen terwijl Danga stil toekijkt.
De volgende dag is het stralend weer en verloopt de voettocht voorspoedig. Als ze bij de grote vrijstaande eik zijn aangekomen valt Carvalho op de knieën voor het houten Mariabeeld dat halverwege de stam is geplaatst. Daarbij sleurt hij Danga mee aan diens ketting, waardoor die languit in het gras belandt. Alijt besluit Tieske zeven keer rond de boom te leiden als teken van diens berouw. Daarna voegt ze zich naast Carvalho. Zachtjes instrueert ze Danga op haar teken straks Maria te gaan vereren. Nadat ze voorzichtig de ketting los heeft gemaakt kust ze de Maria en plaatst daarbij het sleuteltje aan de voet van het beeld. Hoewel Danga wel bang lijkt te zijn, volgt hij toch Alijts instructies op. Alijt roept het uit dat er een wonder is geschied en instrueert Danga hoe hij moet bidden. Dit doet hij omdat gehoorzaamheid zijn tweede natuur is. De omstanders en aanwezige monniken verbazen zich erover dat de Maagd zich om zo'n lelijk zwart wezen heeft bekommerd, maar accepteren dit wel.
Op de terugweg verwelkomt de herbergier van Schalkhaar hen nu, omdat het nieuws over het wonder hen al vooruit was gereisd. In de herberg voegt een jager zich bij het gezelschap en toont de kop van een jonge wolf die hij eerder die dag gevangen heeft. Alijt, die altijd bang is geweest voor wolven, merkt tot haar eigen verbazing dat ze nu medelijden voelt — net als eerder bij Danga.
In Deventer zorgt het nieuws van het wonder er ook voor dat ze nu wel welkom zijn in de herberg: Danga wordt niet langer als een getemde duivel of demon gezien, maar als een mensenkind aan wie bijzondere genade was geschonken, "ook al was hij zwart". Op de bootreis naar Kampen de volgende dag leert Alijt Danga wat meer woordjes Hollands door dingen te benoemen omdat ze wil dat haar vader hem in dienst neemt. Bij thuiskomst sputtert die wel wat tegen, maar Alijt weet wel dat een toezegging erover na te denken zo goed als een goedkeuring is.